# د بکیو (کلرادو)
د بکیو (به انگلیسی: De Beque) شهری در ایالت کلرادو کشور ایالات متحده آمریکا است که جمعیت آن در سرشماری سال ۲۰۱۰ میلادی، ۵۰۴ نفر بوده‌است.